# Société de gestion des déchets nucléaires
La Société de gestion des déchets nucléaires (SGDN) est un organisme sans but lucratif canadien formé en 2002 en vertu de la Loi sur les déchets de combustible nucléaire (LDCN) «afin d’étudier différentes approches pour gérer le combustible nucléaire irradié du Canada» et de mettre en œuvre un dépôt géologique en profondeur, sous réserve des autorisations réglementaires.
La société est constituée des trois producteurs d'électricité canadiens propriétaires de centrales nucléaires, Ontario Power Generation, Énergie NB et Hydro-Québec. Énergie atomique du Canada limitée, qui a exploité des réacteurs nucléaires expérimentaux, participe également au financement de l'organisme.

## Situation du combustible irradié au Canada

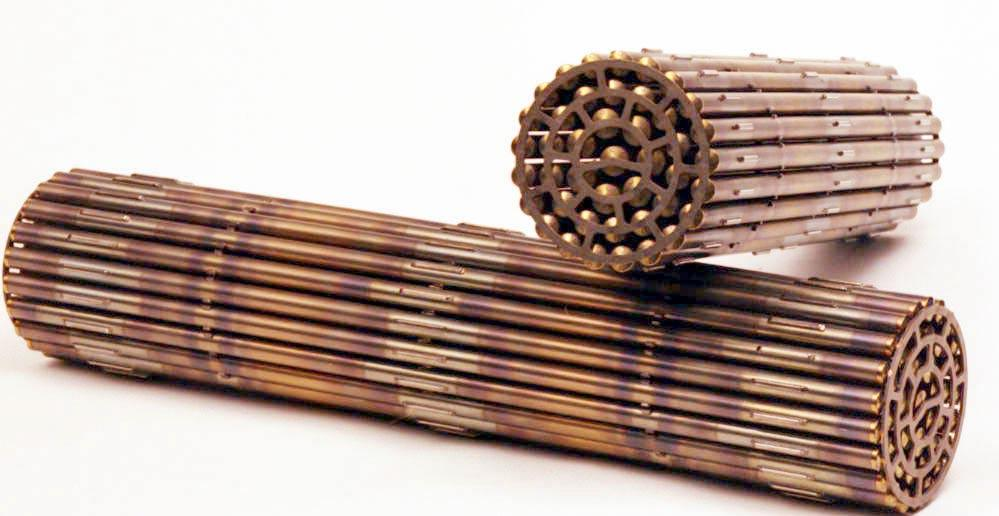
Grappes de combustible CANDU.

La quasi-totalité du combustible nucléaire irradié produit au Canada est sous la forme de grappes de combustibles CANDU qui ont été retirées des réacteurs en production au fil des ans. Chaque année, les réacteurs canadiens produisent 85 000 de ces grappes, qui ont sensiblement la taille d'une bûche de bois, ont une masse de 24 kg. Une fois retirées des réacteurs, ces grappes sont d'abord entreposées en piscine pour une durée de 7 à 10 ans, afin d'en réduire la chaleur et le rayonnement. Elles sont ensuite placées dans des enceintes, conteneurs ou silos de stockage à sec, où elles passeront plusieurs décennies avant leur transport éventuel dans un dépôt géologique.
En date du 30 juin 2014, un peu plus de 2,5 millions de grappes sont conservés dans huit sites situés en Ontario, au Québec, au Nouveau-Brunswick et au Manitoba. La SGDN estime qu'un total de 4,6 millions de grappes seront produites d'ici à la fin de l'exploitation prévue des réacteurs canadiens actuels.
| Réacteur          | Propriétaire | Stockage en piscine | Stockage à sec | Total     |
| Ontario           | Ontario      | Ontario             | Ontario        | Ontario   |
| ----------------- | ------------ | ------------------- | -------------- | --------- |
| Bruce-A           | OPG          | 337 049             | 119 808        | 456 857   |
| Bruce B           | OPG          | 354 338             | 259 958        | 614 296   |
| Darlington        | OPG          | 336 327             | 129 747        | 466 074   |
| Pickering A et B  | OPG          | 403 303             | 280 726        | 684 029   |
| Douglas Point     | EACL         | 0                   | 22 256         | 22 256    |
| Chalk River       | EACL         | 0                   | 4 921          | 4 921     |
| Québec            |              |                     |                |           |
| Gentilly-1        | EACL         | 0                   | 3 213          | 3 213     |
| Gentilly-2        | Hydro-Québec | 33 341              | 96 600         | 129 941   |
| Nouveau-Brunswick |              |                     |                |           |
| Point Lepreau     | Énergie NB   | 39 970              | 87 480         | 127 450   |
| Manitoba          |              |                     |                |           |
| Whiteshell        | EACL         | 0                   | 2 268          | 2 268     |
| Total             |              | 1 504 328           | 1 006 977      | 2 511 305 |

## Gestion adaptative progressive
La Loi sur les déchets de combustible nucléaire (LDCN) a imposé aux entreprises de service public propriétaires de centrales nucléaires l’obligation de constituer un organisme de gestion des déchets chargé dans un premier temps de recommander un programme de gestion à long terme du combustible nucléaire irradié. Cette loi obligeait également les entreprises propriétaires de centrales nucléaires à instituer des fiducies distinctes pour financer la gestion à long terme de leur combustible irradié et autorisait le gouvernement fédéral canadien à choisir et à adopter une solution de gestion. La SGDN devait ensuite être chargée de mettre en œuvre la solution choisie par le gouvernement, sous réserve d'autorisations règlementaires.
Au terme d’une période d’étude et de consultations de trois ans, la SGDN a recommandé en 2005 « une méthode technique et un système de gestion axé sur l'adaptabilité », la Gestion adaptative progressive (GAP). Cette recommandation de la SGDN a été accepté par le gouvernement canadien en 2007.
«Sur le plan technique, la Gestion adaptative progressive consiste dans le confinement et l'isolement centralisés du combustible irradié dans un dépôt géologique en profondeur. Le système de gestion comporte des étapes réalistes et praticables – chacune marquée par des points de décision explicites et la participation du public. Le système est flexible, offrant la possibilité de décider d'aller de l'avant ou non à chaque étape et ainsi de mettre à profit de nouvelles connaissances ou de tenir compte des changements dans les priorités sociétales.»
«La Gestion adaptative progressive propose l'option d'un entreposage à faible profondeur sur le site central si tout le combustible irradié, ou une partie, devait être déplacé avant que le dépôt en profondeur ne soit disponible. Elle prévoit aussi une surveillance du site tout au long de la mise en œuvre du projet, ainsi que la récupération possible du combustible irradié pendant une période prolongée.»

## Sélection d’un site
Le 4 mai 2009, la SGDN a publié un document de discussion qui propose un processus visant à trouver une collectivité informée qui consentira à héberger un dépôt géologique en profondeur. Le projet d’infrastructure national, estimé à 16 à 24 milliards $ comprendrait le développement d’un dépôt et la création d’un centre d’expertise.
Le document de discussion énonce les exigences scientifiques et techniques qui orienteront le choix d’un site propre à garantir la sûreté du projet. Il décrit une mise en œuvre du projet dans le cadre d’un partenariat avec une collectivité informée et consentante afin de favoriser son bien-être et sa viabilité. Il propose également des étapes qui permettront aux collectivités intéressées d’en apprendre davantage pendant qu’elles évalueront leur intérêt éventuel à accueillir le projet.
Une première ronde de consultation a été menée dans plusieurs provinces en 2009, y compris au Québec, qui ne produit qu'environ 4 % des déchets radioactifs canadiens. Depuis les années 1980, le gouvernement du Québec s'oppose à la construction d'une installation d'enfouissement des combustibles irradiés provenant de l'extérieur de son territoire ou près de ses frontières,. L'Assemblée nationale du Québec a adopté une motion unanime réitérant sa position, le 30 octobre 2008.
Le processus formel de sélection d'un site a été lancé en 2010. Vingt-et-une communautés —18 en Ontario et 3 en Saskatchewan— ont exprimé leur intérêt avant la date butoir du 30 septembre 2012. Il s'agit des municipalités d'Arran-Elderslie, Blind River, Brockton, Central Huron, Ear Falls, Elliot Lake, Hornepayne (en), Huron-Kinloss, Ignace, Manitouwadge, Nipigon, North Shore, Saugeen Shores, Schreiber, South Bruce, Spanish, Wawa, et White River en Ontario; et Creighton, la Première nation d’English River et Pinehouse en Saskatchewan.
En janvier 2015, seuls Elliot Lake, Blind River, Manitouwadge et White River (Ontario) sont retenus par la Société de gestion des déchets nucléaires, qui leur a versé 400 000 dollars.